# Maria Grech Ganado
Maria Grech Ganado (Lia, 1943) è una poetessa, traduttrice e accademica maltese.

## Biografia
Grech Ganado fece le medie al St Joseph High School (La Valletta) e conseguì il diploma al Marija Regina School (Hamrun). Frequentò l'Università di Malta, dove conseguì la laurea in Letteratura inglese. Conseguì la seconda laurea all'Università di Cambridge, che la premiò con un master 5 anni dopo. Continuò la sua carriera accademica conseguendo un master congiunto tra l'Università di Malta e l'Università di Heidelberg, per mezzo di una borsa di studio. Nel 1971, tornò a Malta per assumere una posizione accademica presso il Dipartimento di Inglese dell'Università. È nota per essere la prima donna maltese a diventare una docente a tempo pieno. Maria Grech Ganado si sposò con Louis Grech nel 1972, con cui ha 3 figli: Xandro, Francesca e Luoisa. Dopodiché, Grech Ganado decise di prendersi una lunga pausa fin quando nel 1995 non riprese ad insegnare. Andò in pensione nel 2003. Maria Grech Ganado è conosciuta per aver sempre discusso molto apertamente le difficoltà affrontate riguardanti i suoi problemi psicologici.

## Opere letterarie
Grech Ganado scrisse poesie sia in maltese che in inglese, vantando una vasta collezione di pubblicazioni. Le sue opere sono infatti state pubblicate dalle riviste inglesi e australiane più prestigiose. Pubblicò quattro collezioni di poemi in maltese: Iżda Mhux Biss (1999), che vinse il Premio Letterario nel 2000; Skond Eva (2001); Fil-Ħofra Bejn Spallejha (2005), e Taħt il-Kiepel t’Għajnejja (2014). Alcune delle sue poesie compaiono in antologie maltesi, italiane, francesi, spagnole, lituane, ceche e in diverse altre. Vinse il premio National Book per la poesia quattro volte e fu la prima a ricevere il titolo di Poeta Laureato nel 2020. Le sue opere fanno parte del Curriculum Nazionale a livello MATSEC e sono state tradotte in 12 lingue. Tra queste è inclusa una poesia molto popolare intitolata San Valentino, dedicata al suo amante che la tradì. A causa di questo tradimento, Grech Ganado subì svariate conseguenze. Ciononostante, la poesia San Valentino viene attualmente insegnata agli studenti delle scuole medie. Per di più, per il livello MATSEC avanzato è prevista una monografia delle sue poesie. Nel 2000, Grech Ganado fu premiata con la Medaglia per il Servizio della Repubblica di Malta in riconoscimento del suo contributo alla letteratura maltese. Inoltre, ha ottenuto il premio Gieh il-Floriana.